# 陳楚產
陳楚產（1551年—？），字悅道，號偶愚，湖廣黃州府麻城縣人，民籍，明朝政治人物。

## 生平
萬曆元年（1573年）癸酉科湖廣鄉試第七十名，萬曆十一年（1583年）癸未科會試第一百八十三名，登三甲第二百五十七名進士。吏部觀政，十三年授浙江海宁知县，十四年丁憂，十七年復除博野县，二十一年升兵部主事，二十四年降郁林州判官。天啓元年（1621年）起南户部浙江司主事，五年升员外郎，患病，六年致仕。

## 家族
曾祖陳渭；祖父陳大貴；父陳瑚。母楊氏。严侍下。